# Кристална решетка
Кристална решетка представља уређени распоред елементарних јединки супстанце (атома, молекула или јона) у простору. Распоред елементарних јединки правилно се понавља у свим правцима градећи кристалну решетку.
Кристална решетка је изграђена од елементарних ћелија које могу имати различит просторни облик (коцке, правоугаоне или косоугаоне призме, итд.). Према врсти елементарних јединки (честица) које је граде, кристална решетка може бити атомска, молекулска и јонска и метална.
Чисте супстанце се у природи налазе у облику кристалних решетки, и као аморфне супстанце. Кристалне супстанце имају правилан распоред честица (атома, молекула или јона) геометријског облика. Оне имају правилне ивице и равне површине. Постоје монокристали и поли кристали.